# Demidov (città)
Demidov (in russo Демидов?) è una città della Russia europea, situata nell'oblast' di Smolensk, sul fiume Kasplja, centro amministrativo del distretto omonimo.
Fondata nel 1499 con il nome di Poreč'e (in russo Поре́чье?), ricevette lo status di città nel 1776; al 1918 risale l'attuale nome, ricevuto in onore di un leader bolscevico locale, Jakov Demidov.